# Les Chats sauvages
Ne doit pas être confondu avec Chats Sauvages (chanson).
Les Chats Sauvages est un groupe de rock français originaire de Nice. Il apparaît le 12 mai 1961 avec la sortie d'un premier super 45 tours qui connaît d'emblée un succès national. Sa carrière sous contrat avec la maison de disques Pathé-Marconi dure de mai 1961 à mai 1964 et se prolonge jusqu'au début de 1965 sur scène. Le groupe, à l'époque principal concurrent des Chaussettes Noires, se sépare officiellement en 1965.

## Biographie

### Origines
Après avoir gagné un concours de chant, Hervé Forneri (alias Dick Rivers), décide de former un groupe. Il fait connaissance des frères Roboly et, quelques soirées niçoises plus tard, il nomme son groupe « Les Drifters », après avoir essayé différentes appellations  telles que « Tommy Steele and the Steelmen » ou « Jerry Joyce and the Joycemen ». Ils sont ensuite rejoints par Gérard Jacquemus à la basse. Cherchant à se faire connaître et à enregistrer un disque, ils vont d'échec en échec d'abord en France, puis en Italie, ce qui les pousse à partir pour Paris au printemps 1961. Le 24 avril 1961, ils auditionnent à Boulogne dans les studios de Pathé-Marconi et se rebaptisent les Chats Sauvages.

### Débuts et succès (1961-1963)
Leur premier matériel, financé par Pathé-Marconi, se compose de trois guitares électriques (modèles des frères Jacobacci : une Texas Gold pour le soliste, une Super de Luxe pour la rythmique et une basse Ohio quatre cordes), de trois amplificateurs (modèles Steve Brammer RV 14, RV 101 Basse et RV 25 Super Luxe), d'une batterie ASBA et d'une chambre d'écho Binson Echorec 2 pour la guitare solo, comme on peut le voir sur les pochettes de leur premier super 45 t. (sorti le 12 mai 1961) et du suivant[réf. nécessaire].
Les 11 et 12 décembre 1961, pour l'enregistrement d'une émission Musicorama, les Chats Sauvages passent en première partie des Shadows, le groupe qui les a influencés dès leurs débuts. Au cours du dîner organisé par leur maison de disques après l'enregistrement, les Chats Sauvages rencontrent les membres du célèbre groupe anglais et décident alors de s'équiper des mêmes instruments qu'eux. Dick Rivers raconte : « Fin décembre 61, on part en tournée en Belgique, d'abord à Bruxelles, à l'Ancienne Belgique, et on nous dit : « Voilà, il y a un magasin de musique à Anvers.!!!...» C'est là qu'ils [Les Chats] vont acheter leurs deux premières Stratocaster ivoire, Jack sa Precision Bass sunburst et moi une Gibson Hummingbird. » [ Les guitares Fender n'étaient pas encore importées en France à cette époque ].
En janvier 1962, Les Chats Sauvages sont sur la scène de l'ABC, pendant trois semaines en haut de l'affiche, en matinée à 15 heures et en soirée à 21 heures, interprétant une vingtaine de chansons dont des titres inédits et non enregistrés…
Dick Rivers, qui veut entamer une carrière en solo à cause de la mésentente qui règne, rompt avec le groupe durant la tournée d'été 1962, après un gala en août à Nantes. Mais malgré ce départ imprévu et définitif et en attendant l'engagement et la venue prochaine de Mike Shannon, il reste à assurer 36 des 40 galas pour lesquels le groupe a signé. Les engagements sont tenus avec la présence au chant de Thierry Thibault, lequel ne peut s'intégrer officiellement au groupe car étant déjà sous contrat chez Barclay[réf. nécessaire]. Il n'enregistre aucun disque et meurt dans un accident de la route le 24 avril 1966. La tournée est un succès (bien que le groupe soit obligé d'annuler un gala prévu à Châtelet en Belgique le 9 septembre 1962 et soit remplacé au pied levé par Richard Anthony). Un dernier super 45 tours enregistré en mai 1962 avec Dick Rivers au chant sort en septembre, avec Oh Lady, Je reviendrai, Toute la nuit et la première version de Tout ce qu'elle voudra.
Le départ de Dick Rivers affecte la popularité du groupe qui, néanmoins, poursuit sa carrière en le remplaçant par Mike Shannon. Ce renouveau est ponctué par deux importants succès : la chanson Derniers baisers en octobre 1962, (adaptation française de Sealed with a Kiss, sur des paroles de Pierre Saka, reprise avec succès par Nancy Holloway et ultérieurement par C. Jérôme, en 1986, puis, sur des paroles différentes, par Laurent Voulzy en 2006), et Obsession, dans leur dernier 45 tours, en mai 1964, une chanson de Doc Pomus et Mort Shuman adaptée par Pierre Saka. La plupart de leurs super 45 tours et album 33 tours contiennent des adaptations de succès anglais, notamment de Cliff Richard and The Shadows, d'Helen Shapiro, de Mickie Most, mais aussi américains de Gene Vincent, d'Elvis Presley, d'Eddie Cochran, de Sam Cooke, de Willie Dixon, de Bryan Hyland, des Crickets, des Four Seasons, des Strangeloves, etc. Leurs adaptations se classent souvent dans des « hit-parades » francophones tel celui de Salut les copains.

### Dernières activités et séparation (1964-1965)
Les Chats Sauvages ont successivement pour manager Jean-Claude Camus, puis Ticky Holgado et Jean-Pierre « Chato » Scotto, en tant que régisseurs, et comme imprésario, Georgette Audiffred et Yves Gordon de l'agence Roger Audiffred, Tavel et Marouani. Les Chats sauvages sont à l'affiche du festival de rock organisé à Paris, au Palais des Sports, par Disco Revue le 27 janvier 1963, avec Gene Vincent en vedette, Vic Laurens, Danny Boy et les Chaussettes Noires avec Eddy Mitchell. Le 22 juin 1963 ils passent place de la Nation pour le concert anniversaire de la première année du magazine Salut les Copains, où ils interprètent Allons reviens danser. En août ils sont en tournée en Belgique. À l'automne, ils participent à une tournée où ils retrouvent Gene Vincent accompagné par les Sunlights.
Les Chats Sauvages cessent leur activité artistique à la fin de 1964 après leur dernier super 45 t qui sort en mai 1964. Une tournée au Québec (Canada) est prévue mais ne verra pas le jour. Depuis l'été 1964 jusqu'au début de 1965, ils donnent encore quelques galas en France et à l'étranger (Tunisie, Italie…).
En juin 1964 un certain nombre de titres sont enregistrés en anglais et, en février 1965, Jean-Claude Roboly fait un voyage aux États-Unis pour y promouvoir le lancement des Chats Sauvages. Finalement, ce projet n'aboutit pas car il est bloqué par EMI (Pathé-Marconi).
C'est le point final de l'aventure des Chats Sauvages dans les années 1960. Dans une interview[Où ?] d'Hervé Mouvet en 2001, Jean-Claude Roboly confie : « On a fait encore trois ou quatre derniers concerts dans une station des Alpes… On avait l'impression d'être devenus des musiciens pour soirées dansantes, alors qu'un an auparavant on cartonnait au Palais des Sports de Paris. Le dernier soir, je crois me souvenir… qu'on s'est produits dans un restaurant tout près de chez nous, vers Nice, au milieu du bruit des fourchettes et des papotages… Il était temps de tirer le rideau… »[réf. nécessaire] Un communiqué de presse[Lequel ?] annonce dès septembre 1964 : « le groupe a décidé de se séparer définitivement, sa carrière étant devenue « chaotique » depuis le printemps dernier. Mike Shannon va entreprendre une carrière solo »[réf. nécessaire].
En plus de l'importante discographie du groupe, une multitude de compilations existe pour les pays francophones d'Europe et également au Québec. Le répertoire enregistré en trois ans de contrat avec la firme Pathé-Marconi par Les Chats Sauvages, très prolifiques, est composé de plus d'une centaine de chansons, dont environ les trois quarts en adaptation de diverses origines, mais à plus de 90 % anglo-saxonnes.

### Post-séparation
En août 1972, Jack Regard (Gérard Jacquemus) crée, avec des musiciens de sa Provence natale, un nouveau groupe nommé « Les Chats Renaissance », qui ne connaîtra qu'un succès d'estime avec la publication chez Vogue d'un unique album 33 tours, intitulé Hermaphrodites.
Gérard Jacquemus décède en 1973 des suites d'une anesthésie générale, nécessaire lors d'une intervention chirurgicale pour une malformation au cœur. Les Chats Sauvages réapparaitront par la suite à trois reprises, de façon brève.
D'abord en 1982 sur une idée de Daniel Margules, manager de Dick Rivers : « Pourquoi ne pas rassembler Willy et les frères Roboly pour un unique superbe album ? » Cet album, édité chez RCA pour célébrer les vingt ans de leur grande époque, est enregistré en août 1981 au château d'Hérouville, le studio de Michel Magne, dirigé par Laurent Thibault, après des semaines de répétitions et de mise au point. Dick Rivers en est l'unique producteur. Le groupe est complété par deux musiciens additionnels qui participent à toutes les sessions : Jacques Mercier en troisième guitare (qui sera également à la direction musicale et à la réalisation) et Henri Séré à la guitare basse. Dick Rivers loue le studio pendant trois mois pour produire trois albums : « Je devais loger et nourrir les musiciens de Rockpile, Les Chats (Love, Love, Love) et le premier album de "Captain Mercier" : Mercenaire du rock », album d'un groupe qui sort chez Polydor, dont le leader et chanteur est Jacques Mercier.
Ils réapparaissent ensuite en 1987, dans l'album Mike Shannon et les Chats Sauvages paru chez Mondane (CD. BL 87110, avec une pochette due à Siné), à l'initiative de Mike Shannon, avec les frères Roboly et Willy Lewis pour les Chats d'origine, et trois musiciens additionnels, une basse, un piano et un saxophone, plus des chœurs. L'album reprend Derniers baisers dans une nouvelle version et sept autres titres, dont six sont signés ou cosignés par Michel Simonet (alias Mike Shannon). Le succès n'est pas au rendez-vous faute de promotion, et l'album, devenu très rare, est souvent oublié dans la discographie des Chats Sauvages.
Enfin, en 1999, pour faire revivre le groupe, les frères Roboly ont l'idée de rassembler autour d'eux des amis musiciens expérimentés. Les enregistrements ont lieu durant l'été 1999, au studio LCS à Nice  avec Gérard Roboly, Jean-Claude Roboly et Carl Grammatico à la guitare, Bernard Arcadio, Fred Flayosc, Fred Alavena et  Félix Ekanga au clavier, André Ceccarelli, Willy Lewis, Serge Roboly et Jean-Luc Véran à la batterie, Philippe Roboly et Jean-Marc Jafet à la basse, Stéphan (un jeune chanteur-auteur) au chant et Mélina Veran, Betty Sandra et Patricia Ceccarini aux chœurs.
À la suite de la publication de ce CD en 1999, Dick Rivers, très mécontent de la situation, intente une action en justice contre les frères Roboly, pour leurs interdire l'emploi du nom du groupe à des fins commerciales, sans autorisation de sa part. Le procès est d'ailleurs perdu par Dick Rivers, puisque le tribunal de Nice décide que « le nom du groupe Les Chats Sauvages est la propriété de tous les membres originaux, Dick Rivers n'en est, quant à lui, que le chanteur ainsi que les pochettes de disques en font mention… »[réf. souhaitée].

## Ancien nom du groupe
Le groupe de Dick Rivers s'appellait initialement Jerry Joyce and the Joycemen, mais Pathé-Marconi le trouvait dépassé. Dick Rivers fan de Marty Wilde et de son groupe anglais The WildCats, choisit donc de traduire littéralement en Les Chats Sauvages.

## Membres
Tous les membres originaux du groupe sont originaires de Nice, sauf le premier batteur né à Tunis et le bassiste né à Charleval (Bouches-du-Rhône). Willy Lewis sera successivement remplacé après son départ en octobre 1961 par Armand Molinetti jusqu'en février 1962 (qui n'apparaît sur aucune photo), puis Smokey Dean (Dean Shelton) un jeune batteur anglais pour le deuxième album en Avril 62, André Ceccarelli, à partir de mai 1962 jusqu'en mars 1964, enfin Michel Santangeli (avril 64) pour le dernier super 45 tours et leurs derniers galas,.

### Membres d'origine
- Dick Rivers (Hervé Forneri) - (24 avril 1945 - 24 avril 2019) — chant (1961—1962)
- John Rob (Jean-Claude Roboly) - (21 décembre 1942)  — guitare solo
- James Fawler (Gérard Roboly) - (16 mars 1945) — guitare rythmique
- Jack Regard (Gérard Denis Jacquemus) - (3 juillet 1943 - 20 mars 1973) — basse (brièvement remplacé à la basse à la fin de 1963 par Rod « Boots » Slade, bassiste d'Alan Price Set et Géorgie Fame
- Willy Lewis (William Taïeb) - (1er juillet 1944) — batterie

### Autres membres
- Thierry Thibault — chant (après le départ de Dick Rivers en août 1962, assure l'intérim sur scène pour quelques galas jusqu'en septembre 1962)
- Mike Shannon - (3 mars 1945) — chant - succède à Dick Rivers à partir d'Octobre 1962
- Armand Molinetti - batterie - succède à Willy Lewis pour 2 EP 45t - Novembre 61 - Février 62
- Dean Shelton - batterie - Album 2 ème anniversaire - "Oh Oui" - Avril 62
- André Ceccarelli - batterie - (5 janvier 1946) - 1 Album 25 cm - 6 EP 45 t - Mai 62 - Mars 64
- Michel Santangeli - batterie - (29 Aout 1945 - 30 Septembre 2014) - dans le dernier EP 45 t - Mai 64

## Discographie
Les pressages français sont effectués chez Pathé-Marconi, sauf autre indication. Directeur artistique : Jean-Paul Guiter.

### Albums studio

#### Période Dick Rivers
- 1961 : Est-ce que tu le sais (25 cm ST 1148 S) 10 titres avec Dick Rivers (octobre 1961)
- 1962 : Oh ! Oui (25 cm ST 1160 S) 1er anniversaire, 10 titres avec Dick Rivers (mai 1962)

#### Période Mike Shannon
- 1963 : no 3 - Venez les filles (25 cm ST 1170 S) 10 titres avec Mike Shannon et la collaboration de Bernard Gérard pour 2 orchestrations de violons. (mars 1963)

### Super 45 tours

#### Période Dick Rivers
- 1961 : Le jour J (I've Got You) ; En avant l'amour (Cannot find a true love) / Ma p'tite amie est vache (Mean Woman Blues) ; J'ai pris dans tes yeux (mai 1961)
- 1961 : Je veux tout ce que tu veux ; Trois en amour ("D" in Love) / Toi l'étranger (The Stranger) ; Hey Pony ! (juillet 1961)
- 1961 : Toi tu es bath pour moi ; Dis moi si c'est l'amour / Toi, quel bonheur (Come Closer) ; Tu peins ton visage (War Paint) (novembre 1961)
- 1962 : Sous le ciel écossais (When the Girl is in Your Arms) ; Un p'tit je ne sais quoi (One Track Mind) / Les Bras de l'amour ; Laisse-moi rire (Lessons in Love) (février 1962)
- 1962 : Twist à Saint-Tropez ; C'est pas sérieux (Theme for a Dream) / Est-ce que tu le sais ? (What'd I Say) / Oh Boy !!! arrangement de (I want to know)(tiré du 1er album) (avril 1962)
- 1962 : Laissez-nous twister (Twistin' the Night Away) ; Un cœur tout neuf (A Brand New Beat) / L'amour que j'ai pour toi (Love of a Man) ; Cousin-cousine (tiré du 2e album) (juin 1962)
- 1962 : Je reviendrai (I'm Going Home) ; Tout ce qu'elle voudra (Tell Me What She Said) 1re version / Oh ! Lady ; Toute la nuit (Week End) (septembre 1962)

#### Période Mike Shannon
- 1962 : Sherry ; Mon copain / Derniers baisers (Sealed With a Kiss) ; Tout le monde twiste (The Twist Kid) (octobre 1962)
- 1963 : John, c'est l'amour (Son, This is She) : Horizon / Emmène-moi (folklore) ; Judy, rappelle-toi (tiré du 3e album) (mai 1963)
- 1963 : Dis-lui que je l'aime (Tell Her) ; Une fille comme toi (The Shape I'm In) / Allons, reviens danser (Dancing Shoes) ; Quelle nouvelle (Big News) (juin 1963)
- 1963 : B.O.F. Le Roi du village. 3 instrumentaux et Venez les filles (juillet 1963)
- 1963 : Laisse-moi chanter ; Ô Valérie / Elle t'aime (She Loves You) ; Moins d'une minute (octobre 1963)
- 1964 : Jolie fille (Betty Jean) ; Seul (Boys) / La Route ; Ericka (mars 1964)
- 1964 : Merci (L'Edera)-(Constantly) ; Je suis prêt (That's All Right) / Obsession (Suspicion) ; Malgré tout ça (Shaking Feeling) (mai 1964)

### Rééditions, compilations, nouveautés
- 1974 : Est-ce que tu le sais (30 cm EMI double 33 tours) compilation 30 titres avec Dick Rivers
- 1982 : Love, Love, Love (30 cm, RCA) 20e anniversaire du groupe, 10 nouveaux  titres inédits avec Dick Rivers
- 1987 : Mike Shannon et Les Chats sauvages,  (Mondane CD), 8 titres dont 7 inédits : Toxico Rock/ La plus belle du quartier/ Derniers Baisers/ Vieux Rock'N'Roll Man/ Rock 'n' roll (Mon amour n'a pas changé), Dingue de rock/ Je serais toujours là (I'm the Lonely One)/ Un roi s'en est allé.
- 1987 : Inédits et titres rares  (25 cm 12 titres, dont 6 inédits de 1961-1962) avec Dick Rivers.

### Intégrales
- 1994 : L'Intégrale 1961-1964 (4 CD EMI 797451 2) avec Dick Rivers et Mike Shannon
- 1998 : L'Intégrale avec Dick Rivers 1961-1962 (Magic Records, 3 CD, 94 titres)
- 1999 : L'Intégrale 1982 avec Dick Rivers et 9 nouveaux titres avec Stephan.(CD EDD-RG 4.LCS)

### Vidéographie
- Hey Pony  - juillet 1961. Archives INA
- Viens danser le twist - Studio TV des Buttes-Chaumont, en live, émission Si ça vous chante, octobre 1961 (archives INA)
- Georges viens danser le rock, avec Georges Guétary - Studio TV des Buttes Chaumont, en live, Si ça vous chante, octobre 1961 (archives INA)
- Est-ce que tu le sais - 1962 - Scopitone d'Andrée David-Boyer, Mamy Scopitone filmée dans sa maison, villa Relâche à Antibes.
- Tu peins ton visage - 1962 - Scopitone d'Andrée David-Boyer, filmée dans sa maison, villa Relâche à Antibes.
- Oh Lady - 1962 - Scopitone filmé au bord du bassin de la piscine de la Tour de Mare à Fréjus (archives INA)
- Oh dis-le-moi - 1962 - Scopitone filmé à la gare de départ du petit train de la Tour de Mare (archives INA)
- Sherry - 1962 - Scopitone filmé sur le Champ de Mars à Paris par Claude Lelouch (archives INA)
- Quelle Nouvelle - émission Âge tendre et tête de bois en live, juin 1963 - Bowling du bois de Boulogne (archives INA)
- Venez les filles - Extrait du film d'Henri Gruel, Le Roi du village, juin 1963 (archives INA)
- Émission Du côté de la musique, documentaire La Guitare, 21 décembre 1963 (archives INA)